# 本扎里

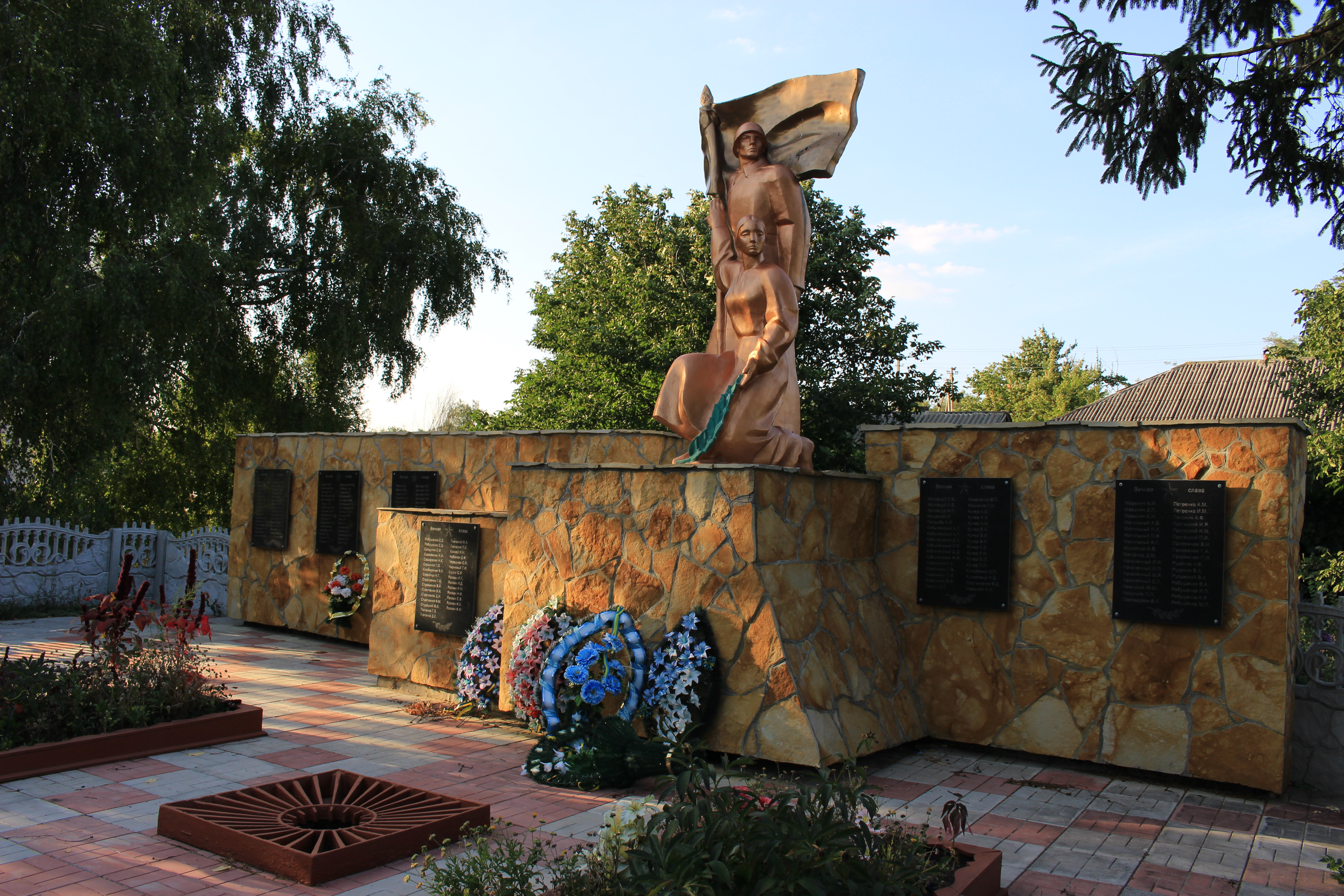
烈士纪念碑

本扎里（烏克蘭語：Бендзари），是烏克蘭西南部敖德薩州波季利斯克区巴尔塔市镇内的村落。處於科德馬河畔，始建於十八世紀中期，面積2.19平方公里，海拔高度122米，2001年人口1,040。